# 郑松亭
郑松亭（1914年3月12日—2011年5月23日），河南唐河人。中华民国空军少将，曾任空军第三大队28中队中队长、第五大队副大队长、第五大队大队长、空总作战署作战处长、第一联队参谋长、第四联队副联队长、空总人事署副署长、空军飞行学校校长、空军幼校校长、空军战计会委员，退役后转赴民航局服务直至退休。

## 家庭
祖辈世袭学医，家境小康。郑松亭为家中第四子。
1946年10月10日，由国民党空军司令周至柔福证，在南京举行的空军军官集体婚礼上与吴绮华女士结婚，婚后育一男二女。

## 生平
1935年，以第一名成绩考入空军军官学校第七期驱逐科（与周志开同期）。
1938年，自云南昆明毕业，后驾驶I-15战斗机和P-40战斗机参加重庆上空保卫战。
1943年10月，中美混合联队成立，任第三大队28中队上尉中队长，到印度接收赴美受训归来的空军官校第13、14期学生。由于学生队领队李学炎为郑松亭的学长（空军官校第三期）兼老长官，遂将最优秀的飞行员（张大飞亦在其中）分配至郑松亭所在中队（牧童中队）。
1944年，率队超低空炸射湖北荆门日军油库成功，因功升少校；后赴印度接收P-51战斗机，在未经过专门训练的情况下，单人单机自印度平安飞返成都。该年共击落三架日机。
1945年，升任第五大队中校副大队长，率P-51中美混合编队引导日方受降专机降落芷江机场，作为中国空军代表之一参与芷江受降。
1946年6月，航空委员会升格为空军总司令部，成为空军总部所辖首任第五大队上校大队长。
1948年后，配合国民政府播迁来台，先后担任空总作战署作战处长、第一联队参谋长、第四联队副联队长、空总人事署副署长、空军飞行学校校长、空军幼校校长、空军战计会委员等职，退役后转赴民航局服务及至退休。
2007年，其妻吴绮华离世，郑松亭十分哀恸，健康日下。
2011年，5月23日，郑松亭逝世，享年98岁；6月8日中华民国国防部颁旌忠状（旌字第10537号）；6月17日，在浸信会怀恩堂举行安息礼拜后，即行火化安厝于国军示范公墓忠灵殿。